# ワールドプラザ
ワールドプラザ（WORLD PLAZA）は愛媛県今治市の郊外にある複合商業施設（ショッピングセンター）。通称ワープラ。

## 概要

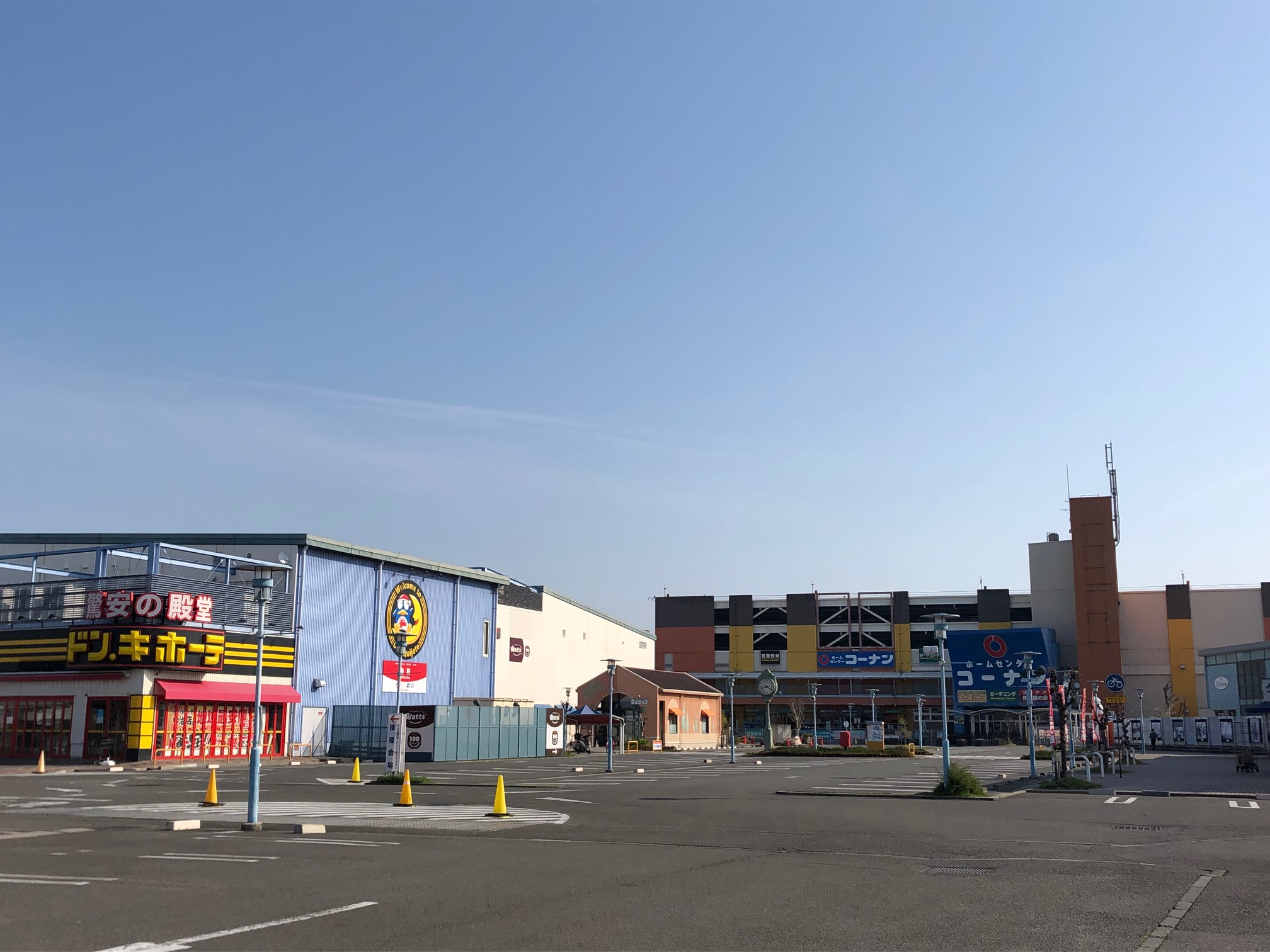
ワールドプラザ入口(第3・4ゲート)

1998年10月に田窪工業所工場跡地に約65億円をかけて建設された。売り場面積約1万8千平方メートルで、開設当初は松山市内のデパートやショッピングセンターに次ぎ愛媛県内5番目の規模を誇っていた。
セカイフジ（田窪工業所のグループ会社）の関連会社ティワイエスが開設していたが、初期の設備投資額が大きくセカイフジの経営を圧迫。2005年12月に外資系企業に売却された。2011年にはビジュアルビジョングループが取得している。

## 沿革
- 1998年10月 - オープン。
- 2005年4月 - セカイフジがワールドプラザを外資系企業に売却。
- 2008年3月 - ケーズデンキ（四国電業）が閉店。
- 2011年 - ビジュアルビジョングループがワールドプラザを取得[3]。
- 2016年
  - 7月 - 宮脇書店が閉店。
  - 8月 - ホームセンタータイム、ミカーサが閉店。
  - 9月 - ホームセンターコーナン（タイム･ミカーサ･宮脇書店跡）がオープン。
- 2017年
  - 9月 - セブンスターが閉店[4]。
  - 10月 - ザ・ビッグ（マックスバリュ西日本、セブンスター跡）がオープン[5]。
- 2018年8月 - ドラッグストアササオカ（西日本セイムス）が閉店[6]。
- 2019年2月 - ドン・キホーテがオープン[7]。

## 主なテナント
詳細は公式ウェブサイト参照
- ザ・ビッグ
- コーナン
- タイトーFステーション
- ドン・キホーテ
- ガスト
- ３Ｑカット
- 酔虎伝

## アクセス
自動車
今治小松自動車道今治湯ノ浦インターチェンジから5分
JR伊予富田駅から8分
徒歩
せとうちバス拝志停留所から2分、喜田村停留所から3分